# NS Savannah
NS Savannah (англ. NS Savannah, кириліз.: НС Саванна, дос. «Ядерне судно Саванна») — перше торгове судно з атомним двигуном. Приставка "NS" означає eng: Nuclear Ship, дос. «Ядерне судно». Назване в честь першого пароплава "SS Savannah" який перетнув Атлантичний океан.

## Історія
Кіль судна був закладений 22 травня 1958 року на верфі «New York Shipbuilding Corporation» у Кемдені, у доку 529. Ядерний реактор був виготовлений компанією Babcock and Wilcox, а дві парові турбіни — компанією De Laval. Офіційне ім'я судно отримало 21 липня 1959 року від першої леді США Мамі Ейзенхауер на церемонії спуску на воду. Після цього його перевели на місце дообладнання, де воно залишалося до грудня 1961 року, коли будівництво було завершено.
Після завершення будівництва судно пройшло тривалі морські випробування, які тривали до квітня 1962 року, і 1 травня 1962 року було офіційно передано компанії State Maine Lines. Проте, перший рейс судно відправилося тільки через майже три місяці. Нарешті, 20 серпня судно було готове до свого першого рейсу і вирушило в подорож, завантажене пасажирами та вантажем.
NS Savannah була знаковим елементом програми "Атоми заради миру" президента Ейзенхауера. Її будівництво було здійснено як спільний проект колишньої Комісії з атомної енергії (AEC) і Морської адміністрації. Основними цілями були:
- демонстрація мирного використання атомної енергії;
- демонстрація можливостей атомних торгових суден;
- розвиток морської інфраструктури (наприклад, відповідальність та страхування, безпека портів та реагування на надзвичайні ситуації, обслуговування та ремонт суднобудівних заводів тощо), необхідної для наступних атомних торгових суден.

У 1965 році AEC видала Savannah комерційну ліцензію на експлуатацію і завершила свою участь у спільній програмі, перейшовши до єдиної ролі регулятора. Savannah продовжувала експлуатуватися як демонстраційне вантажне судно до 1970 року, після чого була знята з експлуатації; у 1971 році було вилучено паливо, а реактор зроблено постійно непрацездатним у 1975-76 роках. Приблизно 95% енергетичної установки залишаються непошкодженими і знаходяться на борту судна. Savannah все ще ліцензується Комісією з ядерного регулювання (NRC, наступник AEC) і залишатиметься під наглядом, поки ядерні установки не будуть демонтовані, вилучені з судна та належним чином утилізовані.
Savannah була номінована до Національного реєстру історичних місць у 1981 році. У 1983 році її було названо Міжнародним історичним пам'ятником механічної інженерії Американським товариством інженерів-механіків. У 1991 році її було визнано Історичним пам'ятником ядерної інженерії Американським ядерним товариством. Нарешті, 17 липня 1991 року, їй було надано статус Національного історичного пам'ятника Національною службою парків.
22 серпня 2012 року — точно через 50 років після того, як судно здійснило свій перший рейс до Саванни, Історичне товариство Джорджії у співпраці з "Savannah Ocean Exchange" та Музеєм морського флоту "Ships of the Sea" відкрили нову історичну табличку, присвячену цій події, в центрі міжнародної торгівлі та конгресів Саванни.
Морська адміністрація Департаменту транспорту, яка володіє та управляє Savannah , подала свій план припинення дії ліцензії на судно в жовтні 2023 року. Морська адміністрація Департаменту транспорту планує вивести судно з експлуатації таким чином, щоб мінімізувати будь-який фізичний вплив на його конструкцію.

## Характеристики

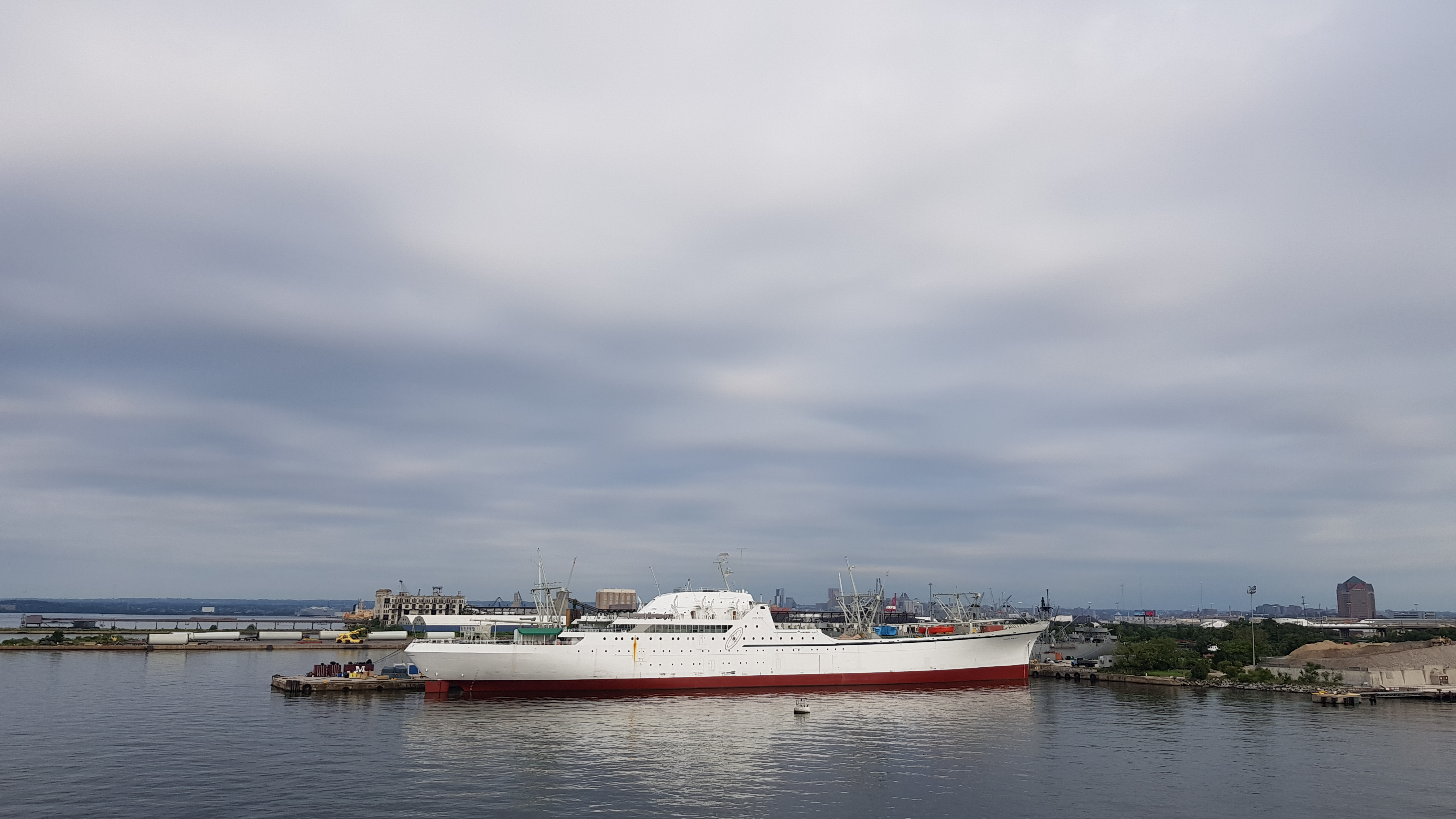
NS Savannah у порту

### Загальні характеристики
- Довжина найбільша — 181,55 метрів (595 футів 6 дюймів).
- Довжина по міделю — 23,77 метрів (78 футів).
- Осадка (при повному завантаженні) — 9,00 метрів (29,5 футів).
- Водотоннажність (при повному завантаженні) — 21 850 тонн.
- Вантажопідйомність — 10 000 тонн.
- Максимальна кількість пасажирів — 60 чоловік.
- Екіпаж — 125 чоловік (25 офіцерів та 84 команди, інші 16).
- Максимальна швидкість — 24 вузола (21 вузол звичайний хід).
- Головна енергетична установка — ядерний парогенератор з редукторною паровою турбіною.

### Реактор
Реактор Babcock & Wilcox на Savannah був знятий у 2022 році та перевезений на сховище ядерних відходів.
- Тип реактора: Водно-водяний ядерний реактор (англ. Pressurized water).
- Паливо реактора: Оксид урану (4% збагаченого U-235).
- Потужність реактора: 74 МВт (мільйони ватів).

## Конструкція
NS Savannah  має дев'ять водонепроникних відділень, що складаються з семи вантажних трюмів, відділення для реактора та машинного відділення. Судно оснащене трьома повними палубами. Десять головних поперечних водонепроникних переборок розділяють судно на одинадцять відділень. Корпус побудований за поперечним каркасом, за винятком внутрішньої частини днища, яка є комбінацією поперечного та поздовжнього каркасів, посилених у зоні реактора для захисту ядерного парового заводу в разі зіткнення судна.

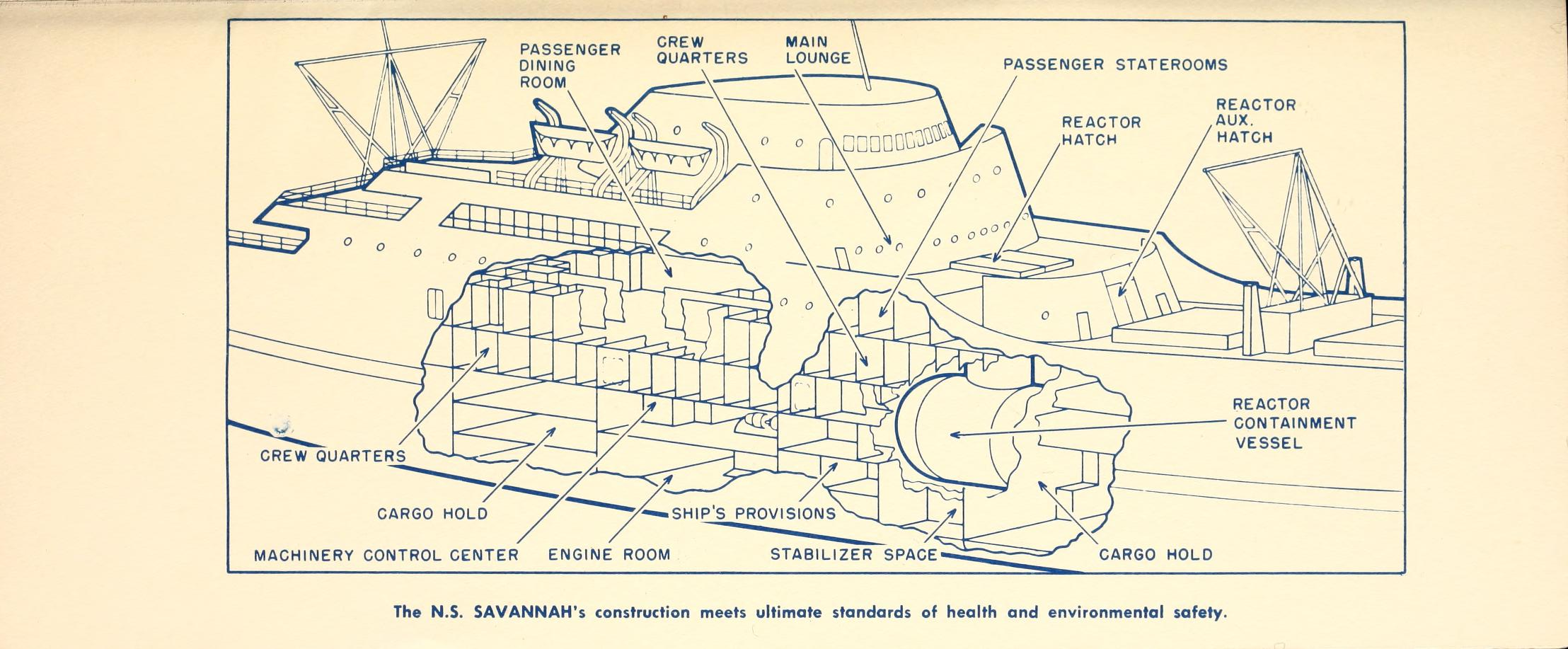
Схематичне зображення приміщень на NS Savannah